# Beep
Beep (/biːp/, англ.  — гудок, сигнал) — простой однотонный звук, выводимый через встроенный динамик персонального компьютера.
Также «beep» называются различные функции и программы, связанные с этим звуком.

## Функция Windows API
Beep — функция Windows API, предназначенная для воспроизведения простых однотонных звуков через встроенный динамик с заданной частотой и продолжительностью. Существует в операционных системах семейства Microsoft Windows и ReactOS. Входит в состав ядра системы (Kernel32.dll в 32-х разрядных версиях Windows и ReactOS).
В более общем смысле beep (бип) — любой короткий звуковой сигнал, издаваемый любым электронным устройством, часто единственная наглядная возможность получить какую-либо информацию от устройства.

### Применение
Функция Beep выполняется синхронно, то есть возвращает управление лишь после завершения воспроизведения звука. Она имеет два параметра:
- dwFrec — частота звука в герцах, допустимый диапазон — от 37 до 32 767 Гц;
- dwDuration — продолжительность звука в миллисекундах;

и возвращает значение типа BOOL (ненулевое при успешном выполнении).
Минимальное допустимое значение частоты звука 37 Гц предотвращает возможность случайного или преднамеренного воспроизведения инфразвука, который может представлять опасность для здоровья человека.
В Windows XP SP3+ для воспроизведения используется устройство, использующее при прослушивании музыки.
Если функция Beep воспроизводит звук через PC-speaker, стандартные средства регулировки громкости не окажут на неё влияния. Вместо этого для отключения звука можно использовать команды:
```
net stop beep
sc config beep start= disabled

```

Реализация Beep в Windows NT и ReactOS использует файл-устройство «\Device\Beep\». Поэтому прерывание работы потока во время её выполнения может привести к тому, что дескриптор устройства останется незакрытым.

### История
Впервые появилась ещё в 16-разрядных версиях Windows. В ОС Windows 95/98/Me функция Beep была реализована ограниченно: значения обоих параметров игнорируются. При наличии звуковой карты воспроизводится стандартный системный звук, а при её отсутствии — звук с некоторыми стандартными параметрами через встроенный динамик.
В ReactOS функция Beep появилась 10 марта 1999 года. Контроль значений параметров, наряду с рядом других исправлений, добавлен 27 октября 2005 года.

### Пример использования
Пример использования функции Beepо файле
Ниже приведён исходный текст программы на языке Си, которая воспроизводит мелодию — пример синкопы.
```
#include
 
<windows.h>

int
 
WINAPI

WinMain
 
(
HINSTANCE
 
hInstance
,
 
HINSTANCE
 
hPrevInstance
,

    
LPSTR
 
lpCmdLine
,
 
int
 
nCmdShow
)

{

  
Beep
(
294
,
 
1000
/
8
);

  
Beep
(
440
,
 
1000
/
4
);

  
Beep
(
262
*
2
,
 
1000
/
4
);

  
Beep
(
330
*
2
,
 
1000
/
4
);

  
Beep
(
415
,
 
1000
/
8
);

  
Beep
(
440
,
 
1000
);

  
return
 
0
;

}

```